# Postolje
Postolje (cyr. Постоље) – wieś w Bośni i Hercegowinie, w Republice Serbskiej, w gminie Srebrenica. W 2013 roku liczyła 19 mieszkańców.